# Augustus FitzRoy, III duca di Grafton
Lord Augustus Henry Hidelbrand-La Forgue FitzRoy, III duca di Grafton (Londra, 28 settembre 1735 – Euston Hall, 14 marzo 1811), è stato un nobile e politico britannico.
Membro del Partito Whig, il Duca di Grafton fu Primo ministro di Gran Bretagna dal 1768 al 1770, ottenendo tale carica alla giovane età di 33 anni.
Lottò per dimostrare la capacità dell'Inghilterra di mantenere una posizione dominante nel mondo dopo la vittoria della Guerra dei Sette anni. Venne attaccato anche dall'interno del suo stesso partito per aver permesso alla Francia di annettere la Corsica ed il suo governo crollò infine nel 1770, passando il testimone a Lord North.

## Biografia

### Infanzia ed educazione
Augustus era figlio di lord Augustus FitzRoy e di Elisabeth Cosby, figlia di Sir William Cosby. Suo nonno paterno era Lord Charles FitzRoy, II duca di Grafton ed il suo bisnonno era Henry FitzRoy, I duca di Grafton, figlio illegittimo nato dall'unione di re Carlo II d'Inghilterra e della sua amante Barbara Palmer. Il titolo di Duca di Grafton fu conferito al suo avo Lord Henry per commemorare la sua origine regale da parte di padre insieme al cognome Fitzroy, indicante la sua origine illegittima (Fitz) sebbene regale (Roy).
In gioventù studiò alla Newcome's School di Hackney ed alla Westminster School; intraprese quindi un Grand Tour in Europa e successivamente frequentò il Peterhouse di Cambridge.

## Carriera

### Carriera politica

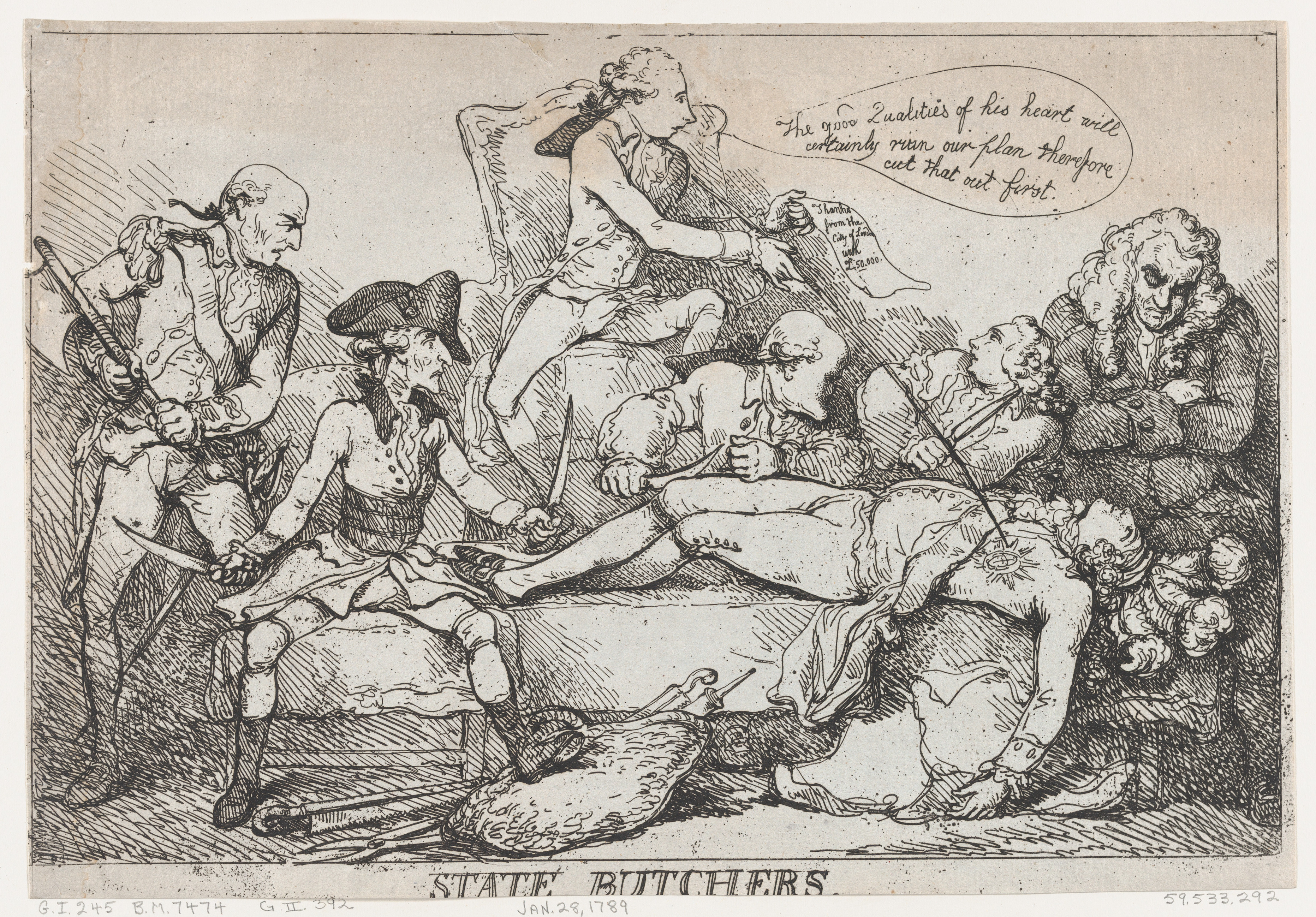
Vignetta satirica nei confronti del governo di Lord Grafton

Nel 1756 entrò in Parlamento come deputato per la circoscrizione elettorale di Boroughbridge, e alcuni mesi dopo, passò a quella di Bury St Edmunds.
Alla morte del nonno, l'anno successivo, entrò nella Camera dei lord dove divenne uno dei principali oppositori di John Stuart, III conte di Bute, favorito di re Giorgio III. Il Duca di Grafton si allineò politicamente al Duca di Newcastle contro Lord Bute, causandone le premature dimissioni da primo ministro, muovendo una strenua opposizione agli accordi previsti dal Trattato di Parigi che il Duca riteneva insufficienti per il ruolo svolto dalla Gran Bretagna nella Guerra dei sette anni.
Nel 1765 il Duca di Grafton venne nominato Consigliere Privato e, dopo delle discussioni con William Pitt il Vecchio venne nominato Northern Secretary nel primo governo di lord Rockingham. Decise di ritirarsi l'anno successivo e Pitt formò un nuovo ministero nel quale Grafton venne nominato First Lord of the Treasury. Nel 1768 divenne Cancelliere dell'Università di Oxford.
Essendo stato Carlo II capostipite della sua famiglia, ebbe una rapida ascesa politica e giunse a ricoprire l'incarico di Primo ministro dal 14 ottobre 1768 al 28 gennaio 1770.
Nominato governatore di New York, tentò di contrastare le armate rivoluzionarie americane ma fu sconfitto nel 1771 e decise di ritirarsi a vita privata e dedicarsi ad una delle principali passioni per la sua vita, i cavalli da corsa.

### Interessi religiosi, ultimi anni e morte
Negli ultimi anni della sua vita, Augustus divenne un sostenitore dell'unitarianismo essendo uno dei primi membri a presentarsi all'inaugurazione della Essex Street Chapel col rev. Theophilus Lindsey quando questa venne fondata nel 1774. Grafton si era nel tempo associato a diversi teologi anglicani liberali, interessandosi molto agli studi teologici e dedicandosi alla scrittura di trattati a tema dopo aver lasciato il proprio incarico come Primo Ministro. Nel 1773, alla Camera dei Lords, appoggiò una proposta di legge che prevedeva l'esenzione per il clero anglicano dalla sottoscrizione dei Trentanove articoli di religione. Tra i suoi testi più famosi citiamo:
- Hints Submitted to the Serious Attention of the Clergy, Nobility and Gentry, by a Layman(1789).
- Serious Reflections of a Rational Christian from 1788-1797.

Fu il principale sponsor di Richard Watson e del suo Consideration of the Expediency of Revising the Liturgy and Article of the Church of England (pubblicato nel 1790) finanziando nel 1796 la stampa di 700 copie del Nuovo Testamento in greco per spingere a nuovi approfondimenti sul testo evangelico pertendo dai testi originali.
Morì il 14 marzo 1811, all'età di 75 anni nella sua residenza di Euston Hall, dove venne anche sepolto.

## Matrimoni

### Primo Matrimonio
Sposò, il 29 gennaio 1756, Lady Ann Liddel (1737–1804), figlia di Henry Liddell, I barone Ravensworth. Ebbero tre figli:
- Lady Georgiana FitzRoy (8 maggio 1757-18 gennaio 1799)[2][3], sposò John Smyth, ebbero due figli;
- George Henry FitzRoy, IV duca di Grafton (1760-1844);
- Lord Charles FitzRoy (14 luglio 1764-20 dicembre 1829), sposò in prime nozze Frances Mundy, ebbero un figlio, e in seconde nozze Lady Frances Stewart, ebbero tre figli.

Nel 1764, il duca ebbe una relazione molto pubblica con la cortigiana Nancy Parsons che tenne nella sua casa di città e la portò all'opera, dove sarebbero stati trovati in flagranza di reato. Questa sfacciata mancanza di convenzioni offendeva gli standard della società. Dopo che la duchessa era rimasta incinta del suo stesso amante, il conte di Upper Ossory, lei e il duca divorziarono con un atto del Parlamento, approvato il 23 marzo 1769.

### Secondo Matrimonio
Sposò, il 24 giugno 1769, Elizabeth Wrottesley (1 novembre 1745-25 maggio 1822), figlia del reverendo Sir Richard Wrottesle. Ebbero nove figli:
- Lord Henry FitzRoy (9 aprile 1770-7 giugno 1828), sposò Caroline Pigot, ebbero cinque figli;
- Lord Frederick FitzRoy (16 settembre 1774).
- Lady Augusta FitzRoy (1779-29 giugno 1839), sposò George Tavel, ebbero una figlia;
- Lady Frances FitzRoy (1 giugno 1780-7 gennaio 1866), sposò Francis Spencer, I barone di Churchill, ebbero otto figli;
- Lord William FitzRoy (1 giugno 1782-13 maggio 1857), sposò Georgiana Raikes, ebbero due figli;
- Lord John Edward FitzRoy (24 settembre 1785-28 dicembre 1856);
- Lady Charlotte FitzRoy (?-23 giugno 1857);
- Lady Elizabeth FitzRoy (?-13 marzo 1839), sposò William FitzRoy, non ebbero figli;
- Lady Isabella FitzRoy (?-10 dicembre 1866), sposò Barrington Pope Blachford, non ebbero figli.

Grafton fu quindi il primo primo ministro britannico, prima di Anthony Eden, ad aver divorziato e il secondo, dopo Robert Walpole, a sposarsi mentre era in carica.

## Ascendenza
|                                          |                     |                                              | Genitori                                  |  |  | Nonni |  |  | Bisnonni                            |  |  | Trisnonni                  |  |
|                                          |                     |                                              |                                           |  |  |       |  |  | 8. Henry FitzRoy, I duca di Grafton |  |  | 16. Carlo II d'Inghilterra |  |
|                                          |                     |                                              |                                           |  |  |       |  |  | 8. Henry FitzRoy, I duca di Grafton |  |  | 16. Carlo II d'Inghilterra |  |
|                                          |                     | 17. Barbara Villiers                         |                                           |  |  |       |  |  | 8. Henry FitzRoy, I duca di Grafton |  |  |                            |  |
| 4. Charles FitzRoy, II duca di Grafton   |                     |                                              |                                           |  |  |       |  |  | 8. Henry FitzRoy, I duca di Grafton |  |  |                            |  |
|                                          |                     | 9. Isabella Bennet, II contessa di Arlington | 18. Henry Bennet, I conte di Arlington    |  |  |       |  |  |                                     |  |  |                            |  |
|                                          |                     | 9. Isabella Bennet, II contessa di Arlington | 18. Henry Bennet, I conte di Arlington    |  |  |       |  |  |                                     |  |  |                            |  |
|                                          |                     | 9. Isabella Bennet, II contessa di Arlington | 19. Elisabetta di Nassau-Beverweerd       |  |  |       |  |  |                                     |  |  |                            |  |
| 2. Augustus FitzRoy                      |                     | 9. Isabella Bennet, II contessa di Arlington |                                           |  |  |       |  |  |                                     |  |  |                            |  |
|                                          |                     | 10. Charles Somerset, marchese di Worcester  | 20. Henry Somerset, I duca di Beaufort    |  |  |       |  |  |                                     |  |  |                            |  |
|                                          |                     | 10. Charles Somerset, marchese di Worcester  | 20. Henry Somerset, I duca di Beaufort    |  |  |       |  |  |                                     |  |  |                            |  |
|                                          |                     | 10. Charles Somerset, marchese di Worcester  | 21. Mary Capell                           |  |  |       |  |  |                                     |  |  |                            |  |
| 5. Henrietta Somerset                    |                     | 10. Charles Somerset, marchese di Worcester  |                                           |  |  |       |  |  |                                     |  |  |                            |  |
|                                          |                     | 11. Rebecca Child                            | 22. Josiah Child di Wanstead, I baronetto |  |  |       |  |  |                                     |  |  |                            |  |
|                                          |                     | 11. Rebecca Child                            | 22. Josiah Child di Wanstead, I baronetto |  |  |       |  |  |                                     |  |  |                            |  |
|                                          |                     | 11. Rebecca Child                            | 23. Mary Atwood                           |  |  |       |  |  |                                     |  |  |                            |  |
| 1. Augustus FitzRoy, III duca di Grafton |                     | 11. Rebecca Child                            |                                           |  |  |       |  |  |                                     |  |  |                            |  |
|                                          | 12. Alexander Cosby | 24. Francis Cosby                            |                                           |  |  |       |  |  |                                     |  |  |                            |  |
|                                          | 12. Alexander Cosby | 24. Francis Cosby                            |                                           |  |  |       |  |  |                                     |  |  |                            |  |
|                                          | 12. Alexander Cosby | 25. Anna Loftus                              |                                           |  |  |       |  |  |                                     |  |  |                            |  |
| 6. William Cosby                         | 12. Alexander Cosby |                                              |                                           |  |  |       |  |  |                                     |  |  |                            |  |
|                                          |                     | 13. Elizabeth L'Estrange                     | 26. Henry L'Estrange                      |  |  |       |  |  |                                     |  |  |                            |  |
|                                          |                     | 13. Elizabeth L'Estrange                     | 26. Henry L'Estrange                      |  |  |       |  |  |                                     |  |  |                            |  |
|                                          |                     | 13. Elizabeth L'Estrange                     | 27. Elizabeth Sandes                      |  |  |       |  |  |                                     |  |  |                            |  |
| 3. Elizabeth Cosby                       |                     | 13. Elizabeth L'Estrange                     |                                           |  |  |       |  |  |                                     |  |  |                            |  |
|                                          |                     | 14. Edward Montagu                           | 28. George Montagu                        |  |  |       |  |  |                                     |  |  |                            |  |
|                                          |                     | 14. Edward Montagu                           | 28. George Montagu                        |  |  |       |  |  |                                     |  |  |                            |  |
|                                          |                     | 14. Edward Montagu                           | 29. Elizabeth Irby                        |  |  |       |  |  |                                     |  |  |                            |  |
| 7. Grace Montagu                         |                     | 14. Edward Montagu                           |                                           |  |  |       |  |  |                                     |  |  |                            |  |
|                                          |                     | 15. Elizabeth Pelham                         | 30. John Pelham, III baronetto            |  |  |       |  |  |                                     |  |  |                            |  |
|                                          |                     | 15. Elizabeth Pelham                         | 30. John Pelham, III baronetto            |  |  |       |  |  |                                     |  |  |                            |  |
|                                          |                     | 15. Elizabeth Pelham                         | 31. Lucy Sydney                           |  |  |       |  |  |                                     |  |  |                            |  |
|                                          |                     | 15. Elizabeth Pelham                         |                                           |  |  |       |  |  |                                     |  |  |                            |  |